# سیتروئن سی۳ پیکاسو
سیتروئن سی۳ پیکاسو (به انگلیسی: Citroën C3 Picasso) یک مینی ام‌پی‌وی است که از سال ۲۰۰۸ توسط شرکت سیتروئن عرضه می‌شود. این خودرو، که توسط ژان-پی‌یر پلوئه و دوناتو کوکو طراحی شده‌بود، برای اولین بار در نمایشگاه خودرو پاریس ۲۰۰۸ و تحت عنوان یک خودروی مفهومی به نام «درونیل» رونمایی شد. پیکاسو نسخهٔ مینی ام‌پی‌وی سیتروئن سی۳، و جانشین خودروی سیتروئن سارا پیکاسو بوده و جهت رقابت با اوپل ماریوا، نیسان نوت، رنو مودس و فورد فیوژن طراحی و ساخته شده‌است.
نسخهٔ کامپکت اس‌یووی سی۳ پیکاسو که در بازار آمریکای جنوبی عرضه می‌گردد، سیتروئن سی۳ ایرکراس نام دارد و عرضه آن از سال ۲۰۱۰ آغاز شده‌است.
اولین دستگاه از سی۳ پیکاسو در دسامبر ۲۰۰۷ در کارخانه پی‌اس‌ای ترناوا در ترناوا، اسلواکی مونتاژ شد و شرکت سیتروئن فرانسه در ژوئیه ۲۰۰۸ اعلام کرد که این کارخانه تنها سازندهٔ این مدل خواهد بود. سیتروئن مدل نهایی این خودرو را در ۲۵ سپتامبر و پیش از رونمایی از نسخه مفهومی در نمایشگاه خودروی پاریس ۲۰۰۸ در ماه اکتبر، در رسانه‌های اسلواک و به صورت عمومی معرفی کرد. انتظار می‌رفت که در فوریه ۲۰۰۹ که سی۳ پیکاسو با قیمت €۱۴,۹۵۰ وارد بازار فرانسه شد، کارخانه ترناوا به ظرفیت تولید ۲۸ دستگاه از این خودرو در هر ساعت برسد. شرکت سیتروئن فروش این خودرو در دیگر بازارهای اروپایی را در ماه مارس ۲۰۰۹ آغاز کرد.
در زمان عرضه در اسپانیا در سال ۲۰۰۹، تنها سه سطح امکانات برای این خودرو در دسترس بود: ال‌ایکس، اس‌ایکس و اکسکلوسیو، تیپ ال‌ایکس که دارای ارزان‌ترین قیمت و کمترین سطح امکانات بود، به یک موتور وی‌تی‌آی با توان ۹۵ اسب بخار (۷۱ کیلووات) مجهز بود و داری قیمتی برابر با €۱۲,۵۹۰ بود. در حالی که تیپ اکسکلوسیو، با بالاترین قیمت و کامل‌ترین سطح امکانات، از یک موتور اچ‌دی‌آی ایردریم با توان ۱۱۰ اسب بخار (۸۲ کیلووات) و قیمت €۱۸,۶۵۰ بهره‌مند بود. سی۳ پیکاسو در ۹ آوریل ۲۰۰۹ به بازار بریتانیا راه یافت. قیمت این خودرو در بازار بریتانیا GB£۱۱,۴۹۵ برای ساده‌ترین مدل با موتور ۱٫۴ لیتری وی‌تی‌آی و مصرف سوختی معادل ۶٫۴ لیتر بر ۱۰۰ کیلومتر (۴۴ مایل بر گالون بریتانیایی) بود.در حالی که گران‌ترین تیپ در این بازار همان تیپ اکسکلوسیو با موتور ۱٫۶ لیتری و مصرف سوخت ۴٫۶ لیتر بر ۱۰۰ کیلومتر (۶۲ مایل بر گالون بریتانیایی), GB£۱۵,۵۹۵ قیمت داشت.
نسخهٔ بازطراحی‌شدهٔ این خودرو در نمایشگاه خودروی پاریس ۲۰۱۲ در تاریخ ۲۷ سپتامبر ۲۰۱۲ معرفی شد و در ماه نوامبر در اروپا در دسترس خریداران قرار گرفت.

## مدل‌ها
- اکسکلوسیو با امکان انتخاب بزرگ‌ترین موتورها و بیشترین امکانات، گران‌ترین تیپ سیتروئن سی۳ پیکاسو در همهٔ بازارها است. این تیپ تنها مدل از این خودرو است که با قابلیت جمع شدن صندلی سرنشین جلو، تمام فضای داخلی خودرو بجز صندلی راننده را به فضای حمل بار تبدیل می‌کند. امکانات اضافی موجود در این مدل شامل شیشه‌های دودی، حسگرهای پارک در عقب، برف‌پاک‌کن‌های خودکار، تریم داخلی ترکیبی چرم و کروم و فیلتر گرده می‌شوند. این مدل همچنین به سیستم کنترل تهویه مطبوع دو ناحیه‌ای مجهز است که امکان استفادهٔ همزمان از تنظیمات دوگانهٔ متفاوت دما در داخل خودرو را در اختیار سرنشینان قرار می‌دهد.[۱۹]

### نسخه‌های ویژه و تولید محدود
- بلک‌چری یک نسخه محدود از سی۳ پیکاسو است که بر پایه مدل وی‌تی‌آر+ ساخته شده و از نوامبر ۲۰۱۰ در بریتانیا عرضه شده‌است. این نسخه به یک موتور ۱٫۶ لیتری دیزل با سیستم تزریق مستقیم سوخت فشار بالا (HDi) (به انگلیسی: High-pressure Direct Injection) مجهز است.[۲۰] تولید این مدل در ژانویه ۲۰۱۲ متوقف، و با مدل‌های «کد قرمز» و «کد سفید» جایگزین شد. این نسخه‌های جدید از همان موتور به کار رفته در تیپ بلک‌چری بهره‌مند هستند.[۲۱]
- نودمین سالگرد؛ نسخهٔ محدود سی۳ پیکاسو ویژهٔ نودمین سالگرد، که در اوت ۲۰۰۹ معرفی شد، سومین نسخه با تولید محدود عرضه‌شده در بازار بریتانیا بود. این نسخه که به مناسبت نودمین سالگرد شروع فعالیت شرکت سیتروئن عرضه شد، امکانات و قیمتی برابر با تیپ اکسکلوسیو را شامل می‌شد. از امکانات و خصوصیات این مدل می‌توان به سیستم موقعیت‌یاب ماهواره‌ای مای‌وی، تودوزی چرم و نشان یادبود با نوشتهٔ حک‌شدهٔ «۹۰ سال» نصب‌شده روی داشبود خودرو اشاره کرد. این مدل با امکانات اضافه‌ای به ارزش GB£۱,۰۰۰، در کمپین تبلیغاتی سالگرد برای نسخه‌های محدود دیگر مدل‌های سیتروئن، و همچنین همزمان با رونمایی نسخهٔ ویژهٔ میلنیوم در فرانسه، معرفی شد.[۲۲][۲۳] این نسخه از سی۳ پیکاسو به تعداد محدود ۱۵۰ دستگاه برای بازار بریتانیا ساخته شد که از این تعداد تنها یک دستگاه فروخته شد و برای استفاده به ثبت رسید.[۲۴]
- میلنیوم؛ مدل‌های زیادی در فرانسه تحت نام میلنیوم معرفی شدند که شامل مدل‌های سی۱، سی۴، سی۴ پیکاسو، سی۵ و سی۵ تورر می‌شدند. نسخهٔ میلنیوم از خودروی سی۳ پیکاسو شامل امکاناتی همچون رینگ‌های چرخ ۱۶ اینچی آلیاژی، سیستم موقعیت‌یاب ماهواره‌ای مای‌وی، رادیو با سیستم بلوتوث داخلی به صورت استاندارد، و سیستم کنترل تهویه مطبوع دو ناحیه‌ای می‌شود و دو نوع رنگ متالیک و چند پوششی برای آن قابل سفارش هستند.[۲۵]
- کد قرمز/کد سفید (به انگلیسی: Code Red/Code White)؛ این نسخه در ژانویه ۲۰۱۲ معرفی شد. مدل‌های کد قرمز و کد سفید از سیتروئن سی۳ پیکاسو جایگزین نسخهٔ بلک‌چری در بریتانیا شدند.[۲۰] این مدل‌ها به همان موتور ۱٫۶ لیتری مورد استفاده در مدل بلک‌چری مجهز هستند که جهت کاهش مصرف سوخت و آلاینده‌های دی‌اکسید کربن (CO2)، به طرز چشم‌گیری بهبود یافته‌است. کد قرمز و کد سفید دارای سپرهایی به رنگ سیاه آبزیدین، و رینگ‌های چرخ چهارپره ۱۷ اینچی به رنگ قرمز آلبالویی یا سفید قطبی بوده و امکاناتی نظیر باربند میله‌ای سقف، کیسه‌های هوای پرده‌ای، کنترل پیمایش (کروز کنترل) و محدود کنندهٔ سرعت نیز برای سفارش در هنگام خرید در دسترس هستند. رنگ‌های بدنهٔ ویژه این تیپ شامل آبی بِله ایل، خاکستری کوسه‌ای، و قرمز آلبالویی می‌شوند.[۲۱][۲۶]
- نسخهٔ پشن بلوز برای بزرگداشت مسابفات فوتبال جام ملت‌های اروپا ۲۰۱۲ به بازار فرانسه معرفی شد. نام این مدل در واقع ادای احترامی بود به تیم ملی فوتبال فرانسه که شرکت سیتروئن به همراه فدراسیون فوتبال فرانسه در پشتیبانی از آن مشارکت داشت. در کمپین تبلیغاتی نسخهٔ پشن بلوز از خودروی سیتروئن سی۳ پیکاسو، فوتبالیست‌های فرانسوی و قهرمان رالی، سباستین لوب حضور داشتند. در این کمپین تبلیغاتی همچنین یک بازی رایانه‌ای برخط با نام «خلبان و آبی» (به فرانسوی: Le Pilote et le Bleu) در شبکهٔ اجتماعی فیس‌بوک قرار گرفت. از دیگر مدل‌های سیتروئن که نسخهٔ پشن بلوز برای آن‌ها عرضه شد، می‌توان به سی۱، سی۳، سی۴، سی۴ پیکاسو و برلینگو مولتی‌اسپیس اشاره کرد.[۲۷]
- نسخهٔ میوزیک تاچ از سی۳ پیکاسو در ژانویه ۲۰۱۳ و در کشور فرانسه معرفی شد. این مدل که با همکاری شرکت‌های سامسونگ و یونیورسال میوزیک گروپ شد، همراه با یک تبلت سامسونگ گلکسی تب ۱۶ گیگابایت به رنگ سفید به فروش می‌رسید. از تفاوت‌های ظاهری واضحی که در این مدل اعمال شده‌بودند می‌توان به پوشش آینه‌ها و قطعات تزئینی بیشتر از جنس کروم، و همچنین رنگ سفید صدفی چندپوششی برای بدنه اشاره نمود. خودروهای سی۴ پیکاسو، سی۴ ایرکراس و برلینگو مولتی‌اسپیس نیز در سری ویژهٔ میوزیک تاچ تولید شدند.[۲۸]

## طراحی و امکانات

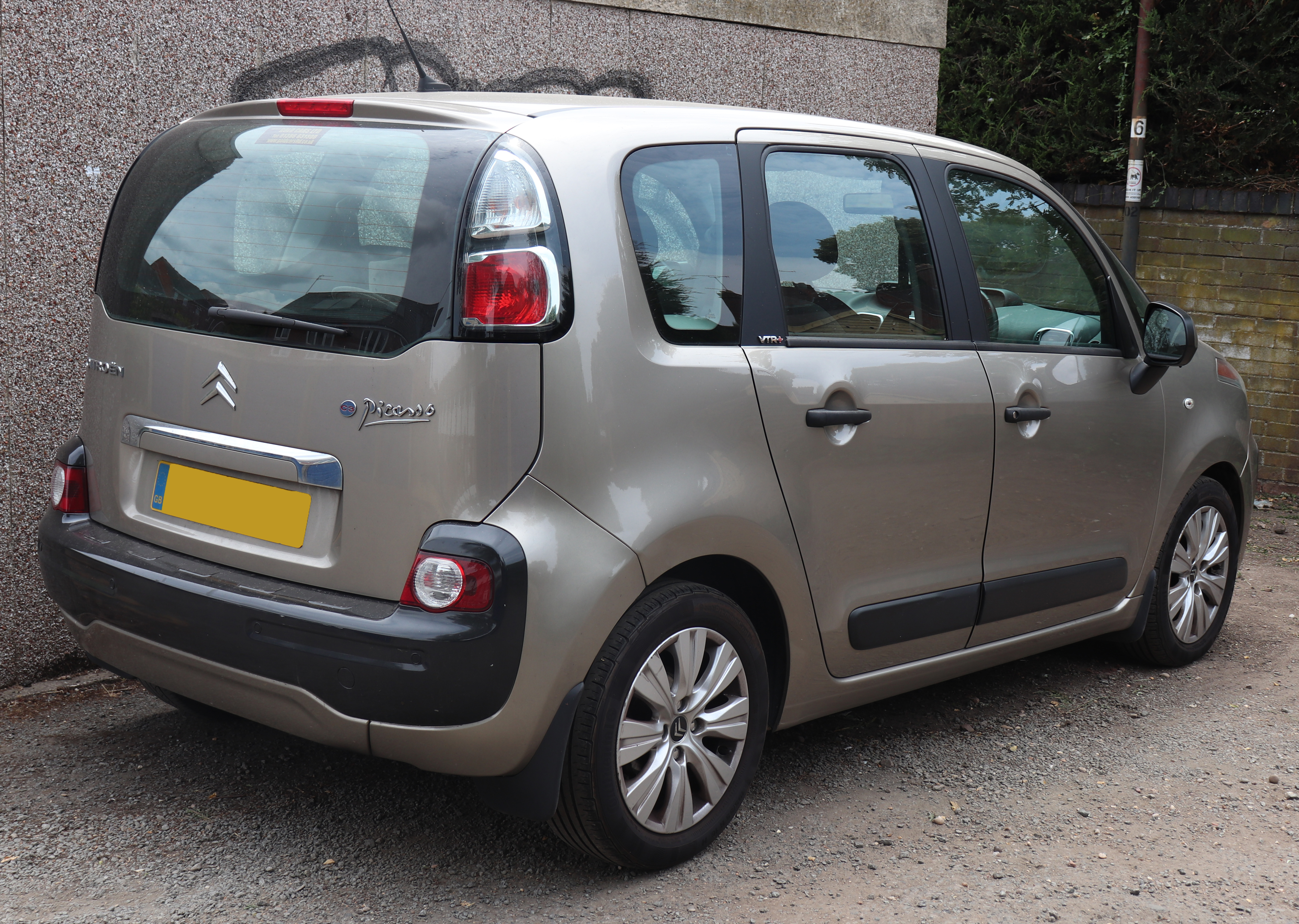
نمای عقب سیتروئن سی۳ پیکاسو

تمام مدل‌های خودروی سیتروئن سی۳ پیکاسو دارای ترمز ضد قفل (ABS)، توزیع نیروی ترمز الکترونیکی (EBD)، قفل کودک، قفل مرکزی کنترل از راه دور، و دو کیسهٔ هوا برای سرنشینان جلو هستند. سیستم کنترل پایداری الکترونیکی (ESC)، که پیشتر به عنوان یک گزینهٔ انتخابی قابل سفارش بود، اکنون در تمام مدل‌ها به‌طور استاندارد موجود است. این خودرو تنها در نوع ۵ نفره ساخته می‌شود، اما تمام نسخه‌های آن دارای قابلیت خوابیدن صندلی‌های عقب هستند که این کار ظرفیت فضای قسمت بار خودرو را از ۳۸۵ لیتر (۱۳٫۶ فوت مکعب) یا ۵۰۰ لیتر (۱۸ فوت مکعب)، با احتساب یک محفظهٔ مخفی برای قرار دادن طاقچهٔ عقب، حداکثر تا میزان ۱٬۵۰۶ لیتر (۵۳٫۲ فوت مکعب) افزایش می‌دهد. در تیپ اکسکلوسیو، برای فضای بیشتر بار، قابلیت خوابیدن صندلی سرنشین جلو نیز ارائه شده‌است. همچنین در داخل کابین تمامی مدل‌های خودرو از پارچهٔ بافته‌شدهٔ «میسترال مکسی تیلور» برای تودوزی استفاده شده‌است. طبق گفتهٔ شرکت سیتروئن، برترین مهندسین و طراحان اروپایی، از جمله دوناتو کوکو و ژان-پی‌یر پلوئه در طراحی این خودرو نقش داشته‌اند.
امکانات رفاهی اضافی نیز برای تمامی تیپ‌های این خودرو در دسترس هستند. این انتخاب‌ها شامل مواردی همچون باربند آلومینیومی با قابلیت تحمل وزن تا ۶۰ کیلوگرم (۱۳۲ پوند) و چراغ‌های جانبی نصب شده بر روی آینه‌های جانبی می‌شوند. از دیگر امکانات قابل انتخاب می‌توان به رینگ‌های چرخ ۱۶ اینچی و ۱۷ اینچی با دو طرح مختلف، زه‌های کرومی برای سپرها و روی درهای جانبی، چراغ‌های مه‌شکن جلو و کنترل پیمایش (کروز کنترل)، سنسورهای پارک در عقب، چراغ‌های خودکار (به صورت استاندارد در برخی تیپ‌ها)، و سیستم محدودکنندهٔ سرعت (که معمولاً جهت ایجاد ایمنی بیشتر یا کاهش مصرف سوخت مورد استفاده قرار می‌گیرد) اشاره کرد. هشداردهندهٔ کمربند ایمنی راننده نیز برای صندلی سرنشین جلو و صندلی‌های عقب قابل سفارش است.
سیتروئن سی۳ پیکاسو بر روی نوع بهبود یافته‌ای از پلت‌فرم مشترک با سیتروئن سی۳ و پژو ۲۰۷ ساخته شده‌است؛ این موضوع باعث شده‌است که سی۳ پیکاسو از لحاظ فاصلهٔ بین دو محور به سی۳ و ۲۰۷ شباهت داشته باشد. استفاده از پلت‌فرم مشترک در چند خودرو امری عادی است، به ویژه برای شرکت سیتروئن که خودروهای سی۳ پیکاسو و پژو ۲۰۷ را همزمان در کارخانهٔ خود در ترناوا به تولید می‌رساند. شرکت مادر پی‌اس‌ای پژو-سیتروئن، منابع و توان تولید خود را برای ساخت برخی خودروها با دو یا چند برند خودروساز دیگر به اشتراک می‌گذارد تا با ترکیب تیم‌های طراحی، و در برخی مواقع بازنشانی خودروها، محصولی مشترک را تولید کند. مزیت این نوع تولید هزینهٔ کمتر طراحی و آزمایش خودروها برای خودروسازان شریک در این روند است. با این حال این روند باعث به تولید چندین خودرو با ظاهر شبیه به هم منجر می‌شود که در بعضی موارد دارای تفاوت‌های ظاهری اندکی نسبت به یکدیگر هستند. مثال‌هایی از خودروهای تولید شده به این روش عبارتند از: فیات اسکودو و پژو اکسپرت و سیتروئن دیسپچ، تویوتا آیگو و پژو ۱۰۷ و سیتروئن سی۱، پژو پارتنر و سیتروئن برلینگو. شرکت سیتروئن شرکت‌های تولیدکننده را طبق یک تعهد قراردادی موظف کرده‌است که از مواد سبز در ساخت مدل‌های سی۳ پیکاسو استفاده کند. این قرارداد منجر به استفاده از ۱۷۰ کیلوگرم پلیمر در قطعاتی از جمله قاب داخلی گلگیرها و گل‌پخش‌کن‌ها، طاقچهٔ عقب و کفپوش صندوق گردیده‌است. شرکت سیتروئن توصیه کرده‌است که این خودرو حداقل هر ۲ سال یک‌بار، یا هر ۳۲٬۰۰۰ کیلومتر (۱۹٬۸۸۴ مایل) در مدل‌های بنزینی، و هر ۲۰٬۱۰۰ کیلومتر (۱۲٬۴۹۰ مایل) در مدل‌های دیزل اچ‌دی‌آی، تحت سرویس دوره‌ای قرار بگیرد.

## آمار تولید و فروش جهانی
| سال  | تولید  | فروش    | یادداشت‌ها |
| ---- | ------ | ------- | --- |
| ۲۰۰۸ | ۱٬۶۰۰  | ۰       | در برخی کشورهای اروپایی در مقطع کوتاهی از این سال تولید این خودرو انجام شد. |
| ۲۰۰۹ | ۹۱٬۷۰۰ | ۸۶٬۵۰۰  | از این سال بود که تولید سی۳ پیکاسو به‌طور کلی در اروپا آغاز شد و برای پاسخگویی به نیاز مشتریان تیراژ تولید آن تا بیش از ۸۵۰ دستگاه در روز هم رفت. انتظار می‌رفت که حدود ۹۰ هزار الی ۱۰۰ هزار دستگاه از این خودرو توسط سیتروئن به فروش برود که البته این امر برآورده نشد. |
| ۲۰۱۰ | ۷۷٬۱۰۰ | ۸۳٬۷۰۰  | در سال ۲۰۱۰ آمار فروش این خودرو در جهان با ۳٫۲ درصد کاهش مواجه بود. انتظار می‌رفت که این کاهش در سال ۲۰۱۱ به بیش از ۱۶ درصد برسد که احتمالاً ناشی از رکود بازار اروپا بود – اروپا یکی از بازارهای بزرگ فروش خودرو است.                                                   |
| ۲۰۱۱ | ن/م    | ۱۰۱٬۶۱۲ | در این سال خط تولید سیتروئن در ترناوا در حد فاصل ۲۸ اکتبر تا ۱۸ نوامبر تعطیل بود و علت آن هم این بود که تولید بیشتر از تقاضا بود. سیتروئن در این سال اعلام کرد که فروش کلی نسبت به سال ۲۰۱۰ دچار کاهش ۱۳٫۳ درصدی شده و می‌توان سه خط تولید دیگر از پی‌اس‌ای را نیز بست.   |
| ۲۰۱۲ | ن/م    | ۸۴٬۷۰۰  | |
| ۲۰۱۳ | ن/م    | ۹۰٬۰۰۰  | |
| ۲۰۱۴ | ن/م    | ۶۵٬۳۰۰  | |